# Camellia nanchuanica
Camellia nanchuanica là một loài thực vật có hoa trong họ Theaceae. Loài này được H.T.Chang & J.H.Xiong mô tả khoa học đầu tiên năm 1990.